# Lucy Thoumaian
Lucy Thoumaian o Rossier de Visme (Suiza, 28 de octubre de 1890-Estados Unidos, 1940) fue una activista por la paz y los derechos de la mujer armenia. Expulsada de Armenia, ayudó a crear una escuela en Chigwell para armenios huérfanos. Publicó un manifiesto por la paz antes de asistir a la Congreso Internacional de Mujeres de La Haya en 1915. Posteriormente, comenzó a trabajar para la Sociedad de las Naciones.

## Biografía

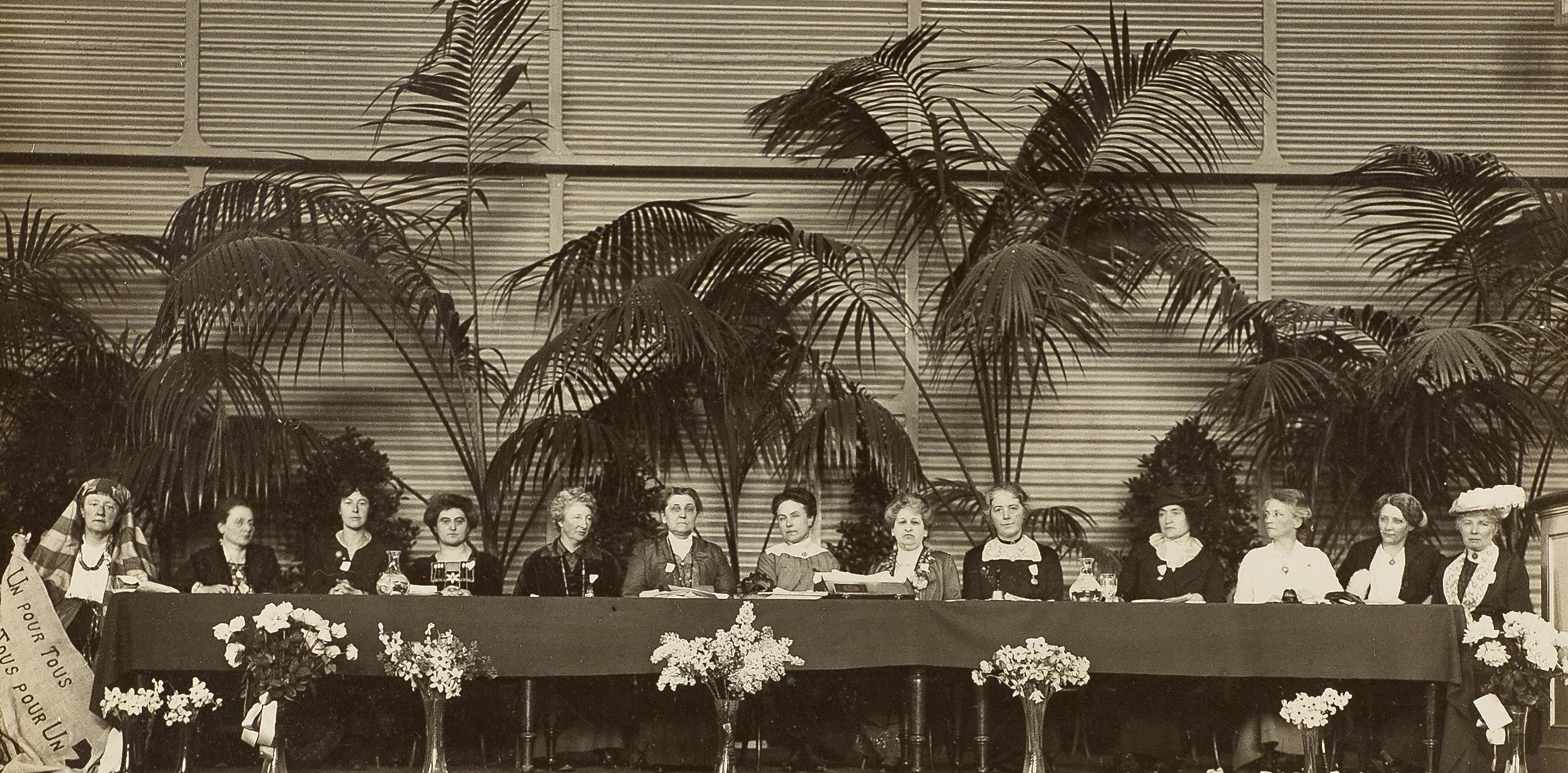
Congreso Internacional de Mujeres en 1915. De izquierda a derecha: 1. Lucy Thoumaian - Armenia, 2. Leopoldine Kulka - Austria, 3. Laura Hughes - Canadá, 4. Rosika Schwimmer - Hungría, 5. Anika Augspurg - Alemania, 6. Jane Addams - Estados Unidos, 7. Eugenia Hanner, 8. Aletta Jacobs - Holanda, 9. Chrystal Macmillan - Reino Unido, 10. Rosa Genoni - Italia, 11. Anna Kleman - Suecia, 12. Thora Daugaard - Dinamarca, 13. Louise Keilhau - Noruega

Thoumaian y su marido, el reverendo profesor Garabed Thoumanian, fueron expulsados de Armenia y se exiliaron en Gran Bretaña. Allí, organizaron un orfanato y una escuela en Oakhurst, Chigwell, para armenios en 1906.
En 1911, asistió al Primer Congreso de Razas Universales en Londres, que fue uno de los primeros intentos de lucha contra el racismo. A pesar de ser una exiliada del Imperio otomano, acogió a los delegados turcos como símbolo de la necesidad de trabajar juntos.
En 1914, publicó un manifiesto por la paz cuyo tema era "La guerra está hecha por el hombre, debe ser deshecha por la mujer". Propone que las mujeres se reúnan semanalmente hasta que se resuelva el conflicto que ha provocado la guerra.
En 1915, Thoumaian viajó a La Haya, donde representó a Armenia en el Congreso Internacional de Mujeres de La Haya. Llegó a la conferencia el 25 de abril de 1915. El día antes de que comenzara el genocidio armenio cuando cientos de intelectuales fueron arrestados en Armenia.
Thomanian participó en el debate principal de la conferencia.Tras la citada conferencia, permaneció en los Países Bajos hasta noviembre. Se dedicó a distribuir material, y estaba pendiente de conseguir información sobre treinta parientes que vio por última vez en Marsovan, Armenia.
Una vez terminada la guerra, fue impulsada por la Liga Internacional de Mujeres por la Paz y la Libertad (WILPF, por sus siglas en inglés) para trabajar en una comisión de la Sociedad de las Naciones. Siguió trabajando por la justicia para las víctimas del genocidio en Armenia.
Thoumaian falleció en Estados Unidos  en 1940.